# Schackgalerie
La Schack-Galerie è una pinacoteca di Monaco di Baviera.

## Storia
La collezione della pinacoteca apparteneva al conte Adolf Friedrich von Schack che, appassionato di arte e grande viaggiatore, era conservata presso la propria abitazione, un palazzo nei pressi dei Propyläen. Alla sua morte, lasciò la propria collezione all'imperatore Guglielmo II a patto che però rimanesse a Monaco. L'imperatore decise di far costruire un edificio per ospitare la vasta collezione. Il progetto venne realizzato da Max Littmann e l'edificio venne ultimato nel 1910. L'edificio ha una facciata neoclassica ed è simile al castello che von Schack possedeva a Berlino. Il conte viene encomiato nell'iscrizione sulla facciata. Nel 1939 il museo venne unito alla Collezione Statale Bavarese.

## Collezione
Le 17 sale della pinacoteca ospitano una collezione di autori tedeschi che parte dal periodo tardo-romantico. Tra gli oltre 270 quadri della collezione, si annoverano opere di Moritz von Schwind, Arnold Böcklin, Anselm Feuerbach, Karl Spitzweg, Franz von Lenbach e Hans von Marées. Oltre a tali famosi autori, sono esposte opere di pittori di giovani pittori sovvenzionati da von Schack.
Di questa collezione ha parlato con entusiasmo nel 1942 anche Adolf Hitler, il quale ne esaltava il fatto che fosse stata fondata e costituita attraverso la passione e l'impegno di un solo uomo.

## Galleria d'immagini

Alcune opere esposte alla Schack-Galerie
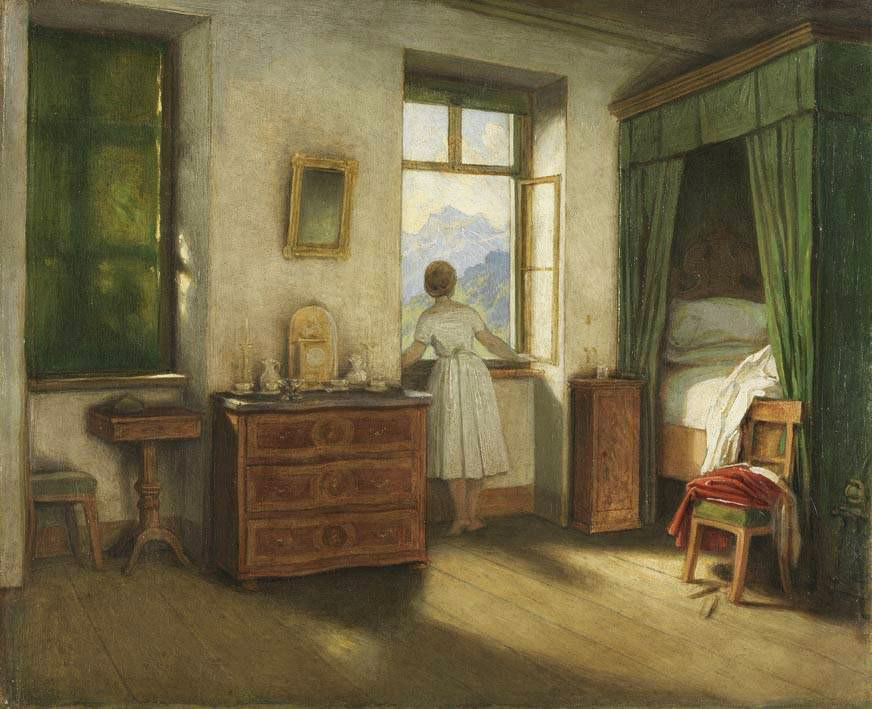
Moritz von Schwind — Ora mattutina 1858
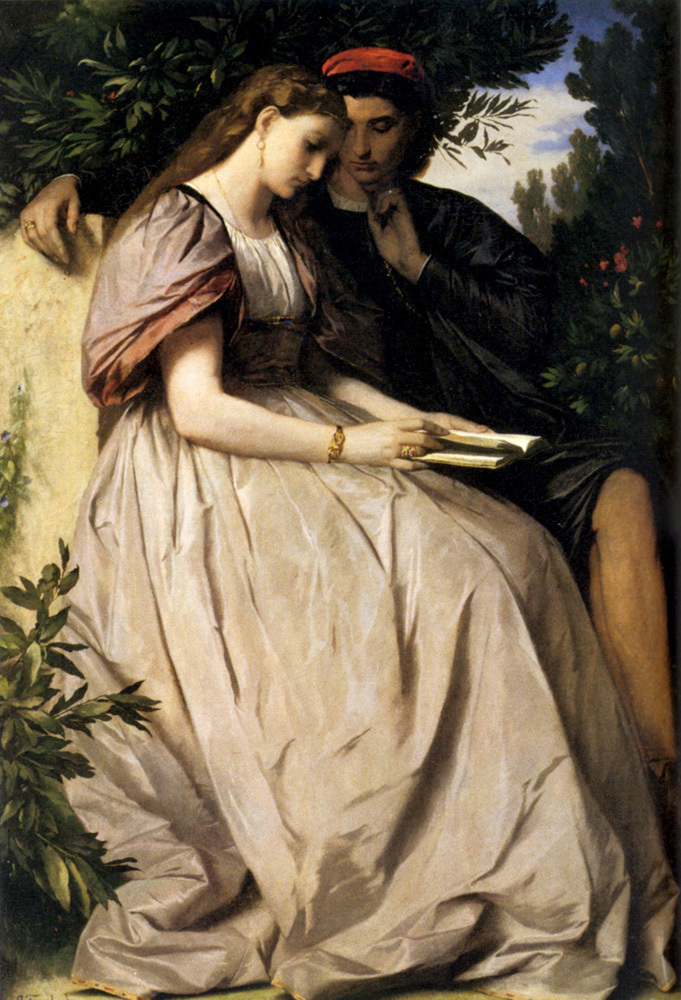
Anselm Feuerbach — Paolo e Francesca 1864
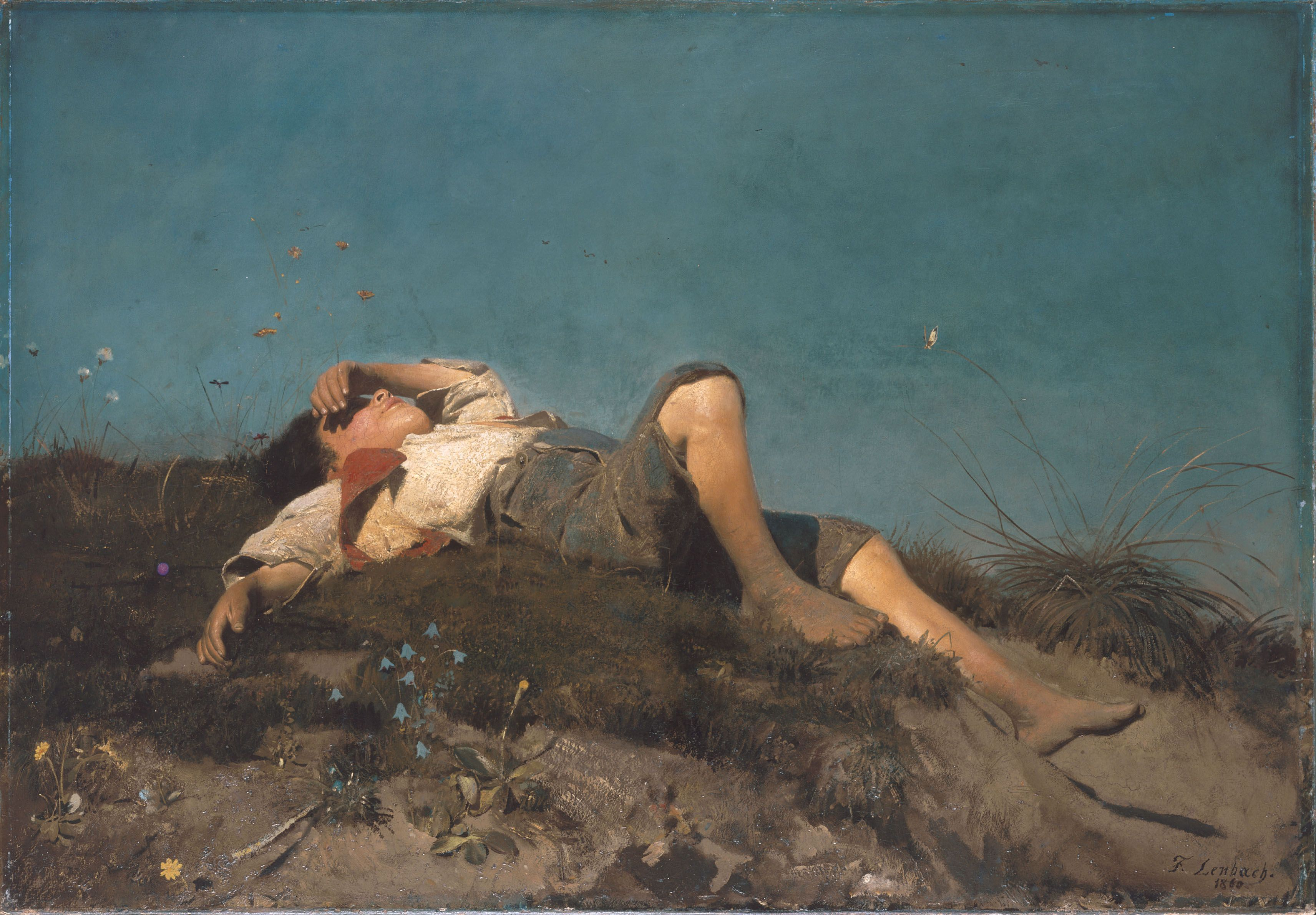
Franz von Lenbach — rarazzo pecoraio 1860
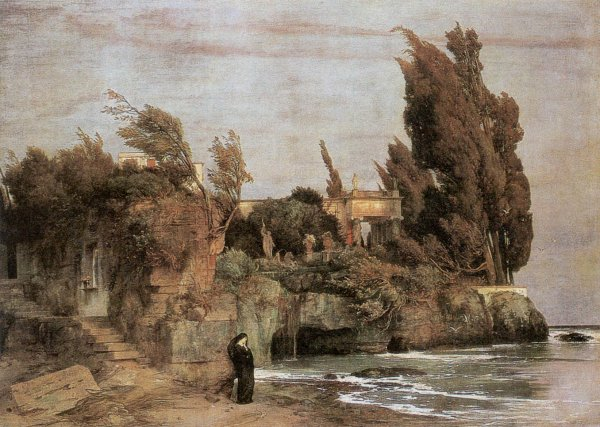
Arnold Böcklin — Villa al Mare II 1865
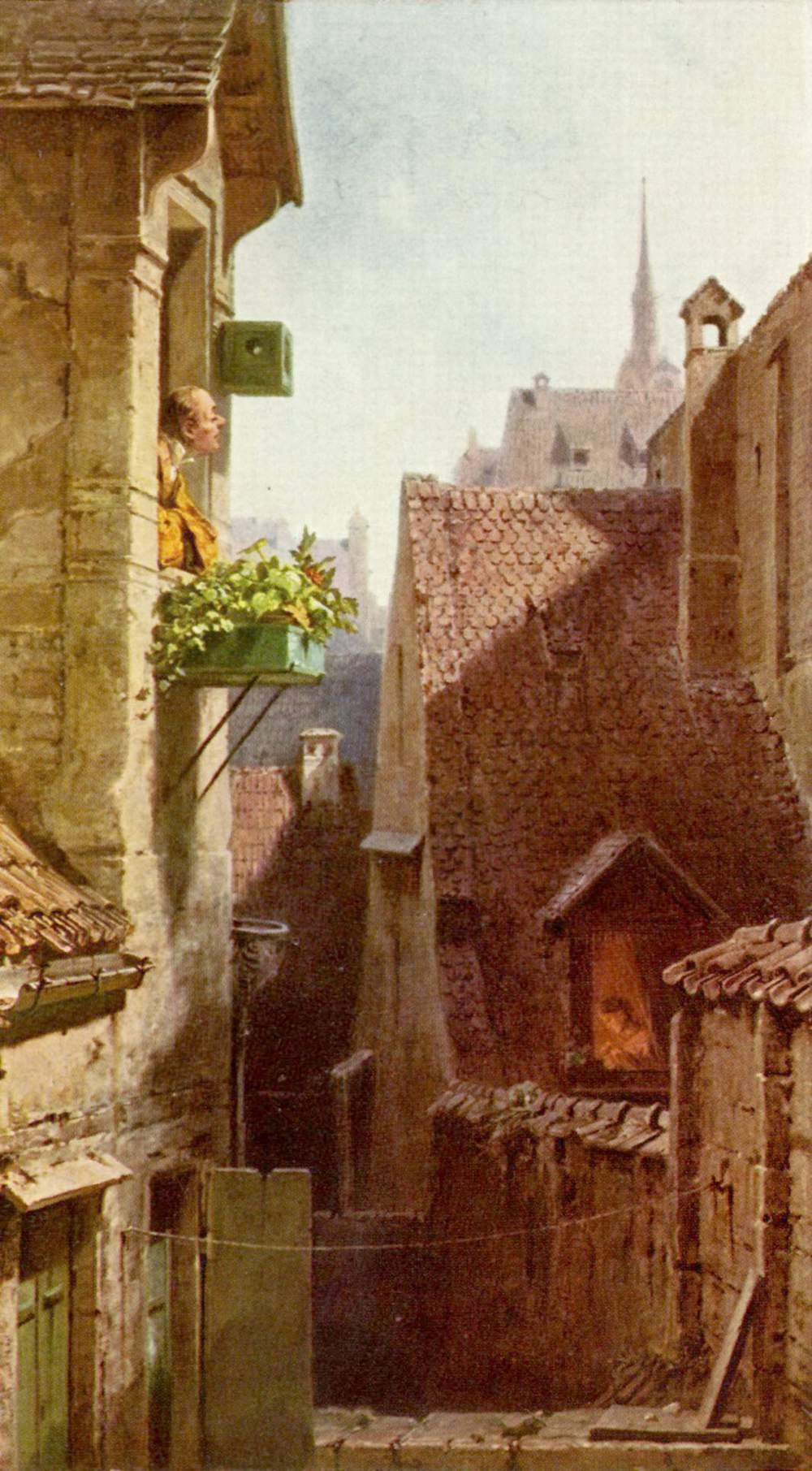
Carl Spitzweg — Hypochonder attorno 1865